# San Felice del Benaco
San Felice del Benaco là một đô thị thuộc tỉnh Brescia trong vùng Lombardia ở Ý. Đô thị này có diện tích 26 km², dân số 2934 người.
Đô thị này giáp với các đô thị sau: Garda (Italia), Manerba del Garda, Puegnago sul Garda, Salò, Torri del Benaco.